# Visconde de Rendufe
Visconde de Rendufe é um título nobiliárquico criado por D. Luís I de Portugal, por Decreto de 29 de Janeiro e Carta de 12 ou 13 de Fevereiro de 1880, em favor de Manuel Cardoso de Sequeira Barbedo.
Titulares
1. Manuel Cardoso de Sequeira Barbedo, 1.º Visconde de Rendufe.